# Podhorany, Prešov
Podhorany este o comună slovacă, aflată în districtul Prešov din regiunea Prešov. Localitatea se află la altitudinea de 333 m deasupra n.m., se întinde pe o suprafață de 7,12 km2 și în 2017 număra 823 de locuitori.

## Istoric
Localitatea Podhorany este atestată documentar din 1283.

## Demografie
| An:                | 1994 | 2004    | 2014    | 2024    |
| ------------------ | ---- | ------- | ------- | ------- |
| Număr de persoane: | 610  | 685     | 778     | 890     |
| Diferență:         |      | +12,29% | +13,57% | +14,39% |

| An:                | 2023 | 2024   |
| ------------------ | ---- | ------ |
| Număr de persoane: | 878  | 890    |
| Diferență:         |      | +1,36% |